# 古曼童：母愛降靈
《古曼童：母愛降靈》（Kuman Thong）是一部2024年菲律宾恐怖劇情片，由冼立嘸编剧并执导，与艾瑞斯·李（Iris Lee）共同编剧。影片由菲律宾女演员辛蒂·米蘭達、阿菲雅·魯達斯以及泰国男演员納塔朋·迪洛那瓦立主演。影片讲述了一位母亲在悲剧中失去了儿子后，渴望将他带回人间的故事。

## 剧情
一位母亲在失去儿子后，为了复活他而求助于一尊古曼童神像，然而事情并未按照她的意愿发展。

## 演员
- 辛蒂·米蘭達（Cindy Miranda）饰 想借助古曼童复活儿子的母亲[2]
- 納塔朋·迪洛那瓦立（Max Nattapol）[3]
- 阿菲雅·魯達斯（Althea Ruedas）
- Jariya Therakaosal
- Emman Esquivel

## 制作
2024年4月2日，冼立嘸（Xian Lim）在Instagram上发布了一部新电影项目的预告片。该片由冼立嘸自编自导，同时女友艾瑞斯·李（Iris Lee）担任了电影的制片人之一。《古曼童：母愛降靈》是冼立嘸执导的第三部电影作品，此前他以演员身份更为人熟知。这也是他首次执导的恐怖片。
影片全程在泰国取景拍摄，主要拍摄地有曼谷和大城府。主体拍摄时间为2024年4月28日至5月6日。
影片灵感来源于泰国民間信仰中的古曼童，这种神像通常由死产婴儿的遗体制作而成，人们相信如果受到妥善供奉，能够为主人带来好运。冼立嘸将古曼童与菲律宾民间传说中的“tiyanak”进行对比，后者是恶灵化身，天性邪恶，而古曼童则有所不同。

## 上映
影片由Viva Films发行，于2024年7月3日在菲律宾正式上映。

## 评价
按照影评汇总网站Kritikultura的评分，影片根据8篇影评获得了45/100的评分，表示观众和评论家的评价褒贬不一。